# Махъра
Махъра̀ (на английски: Maghera; на ирландски: Machaire Rátha) е град в централната част на Северна Ирландия. Разположен е в район Махърафелт на графство Лъндъндери на около 60 km северозападно от столицата Белфаст. Имал е жп гара от 18 декември 1880 г. до 1 октомври 1959 г. На около 15 km на югоизток от Махъра е най-голямото езеро в Северна Ирландия Лох Ней. На около 12 km в същата посока е езерото Лох Бег. Населението му е 4217 жители, по данни от 2011 г.